# Большая Лотва (Брестская область)
Большая Лотва  (бел. Вялікая Лотва) — деревня в Ляховичском районе Брестской области Белоруссии, входит в состав Новосёлковского сельсовета. Население — 544 человека (2019).

## География
Большая Лотва находится в северо-западной части Ляховичского района на правом берегу реки Ведьма, в 2 км к северу от центра города Ляховичи и в 18 км к юго-востоку от центра города Барановичи. Деревня сильно вытянута с севера на юг вдоль автодороги Ляховичи — Новосёлки, южную часть деревни отделяет от Ляховичей река Ведьма. С севера к Большой Лотве примыкает деревня Ковали, где есть одноимённая ж/д платформа на линии Барановичи — Клецк — Слуцк

## Достопримечательности
- Кладбище русских солдат первой мировой войны[3]
- Памятник 21 земляку, погибшему в Великую Отечественную войну. В 1985 году установлен обелиск[4].